# Лаон
Лаон (фр. Laon) град је у Француској, у департману Ен.
По подацима из 1999. године број становника у месту је био 26.265.

## Демографија
| 1962.  | 1968.  | 1975.  | 1982.  | 1990.  | 1999.  | 2011.  |
| ------ | ------ | ------ | ------ | ------ | ------ | ------ |
| 25.078 | 26.316 | 27.914 | 26.682 | 26.490 | 26.265 | 25.745 |

## Партнерски градови
- Золтау